# Maltesischer Glatthaar Fox Terrier
Der Maltesische Glatthaar Fox Terrier ist eine international nicht anerkannte Terrierrasse, die sich über die letzten Jahrhunderte aus dem aus England importierten Fox Terrier entwickelt hat. Die Terrier findet man nicht nur auf der Hauptinsel Malta, sondern auch auf Gozo, wo sie gerne in den Dörfern für die Bekämpfung der Mäuse- und Rattenplage eingesetzt wurden.

## Herkunft und Geschichtliches
Ende des 19. Jahrhunderts brachten Engländer die ersten Terrier auf die Insel, wo sie überwiegend als Gebrauchshunde gehalten wurden. Viele dieser Hunde werden oft nicht gut gehalten, misshandelt und ausgesetzt und so findet man sie oft in den Tierheimen der Insel.

## Beschreibung
Gegenüber Fremden zeigt sich der Maltesische Glatthaar Fox Terrier zuweilen recht misstrauisch, aber gegenüber ihrer Familie sind sie liebevolle und hingebungsvolle Wegbegleiter. Sie haben einen ausgeprägten Jagdtrieb, recht mutig, aber von Natur aus nicht aggressiv und eignen sich deshalb auch als Familienhunde.
Es sind sehr agile Hunde mit einem schlanken und muskulösen Körperbau. Sie brauchen eine geduldige, konsequente Erziehung und eine ihrer Rasse adäquate Auslastung.

## Aussehen
Die Terrier haben ein sehr kurzes Fell ohne Unterwolle und meist einen rein weißen Körper. Es gibt sie mit brauner Maske, aber auch mit einer Tricolor-Maske und den typischen Flamen über den Augen. Ein gradliniger und schlanker bis muskulöser Körperbau und ein sehr feiner und schlanker Kopf.